# Tarqui
Tarqui – miasto w Kolumbii, w departamencie Huila.